# Igorot
Gli Igorot sono un'etnia composta da 9 principali gruppi etnolinguistici situati nella catena montuosa della Cordigliera centrale nell'isola di Luzon a nord delle Filippine. La loro lingua appartiene al sottogruppo Luzon settentrionale delle lingue filippine (appartenente a sua volta alla famiglia delle lingue austronesiane).

## Etimologia
Il termine Igolot deriva da golot, che significa "montagna", e dunque indica che questo sia un "popolo delle montagne" a causa della presenza ai piedi dei monti disseminati nel nord dell'isola di Luzon. Gli endonimi Ifugao e Ipugaw (che significano anch'essi "popolo delle montagne") sono usate più frequentemente dai nativi in quanto il termine igorot è da loro considerato un dispregiativo.

## Storia

### Colonialismo spagnolo
In origine l'oro era scambiato a Pangasinan dagli Igorot, che lo usavano per acquistare prodotti da consumare. Fu proprio la presenza dell'oro, insieme al volere cristianizzare gli Igorot, a spingere gli Spagnoli alla conquista del loro territorio, che iniziò nel 1572. Opponendosi alla loro conquista, gli Igorot tennero per sé l'oro e riuscirono a evitare i Conquistadores.
Gli Igorot sarebbero stati usati anche come mercenari ed esploratori durante la rivoluzione filippina e la guerra filippino-americana.

### Colonialismo statunitense

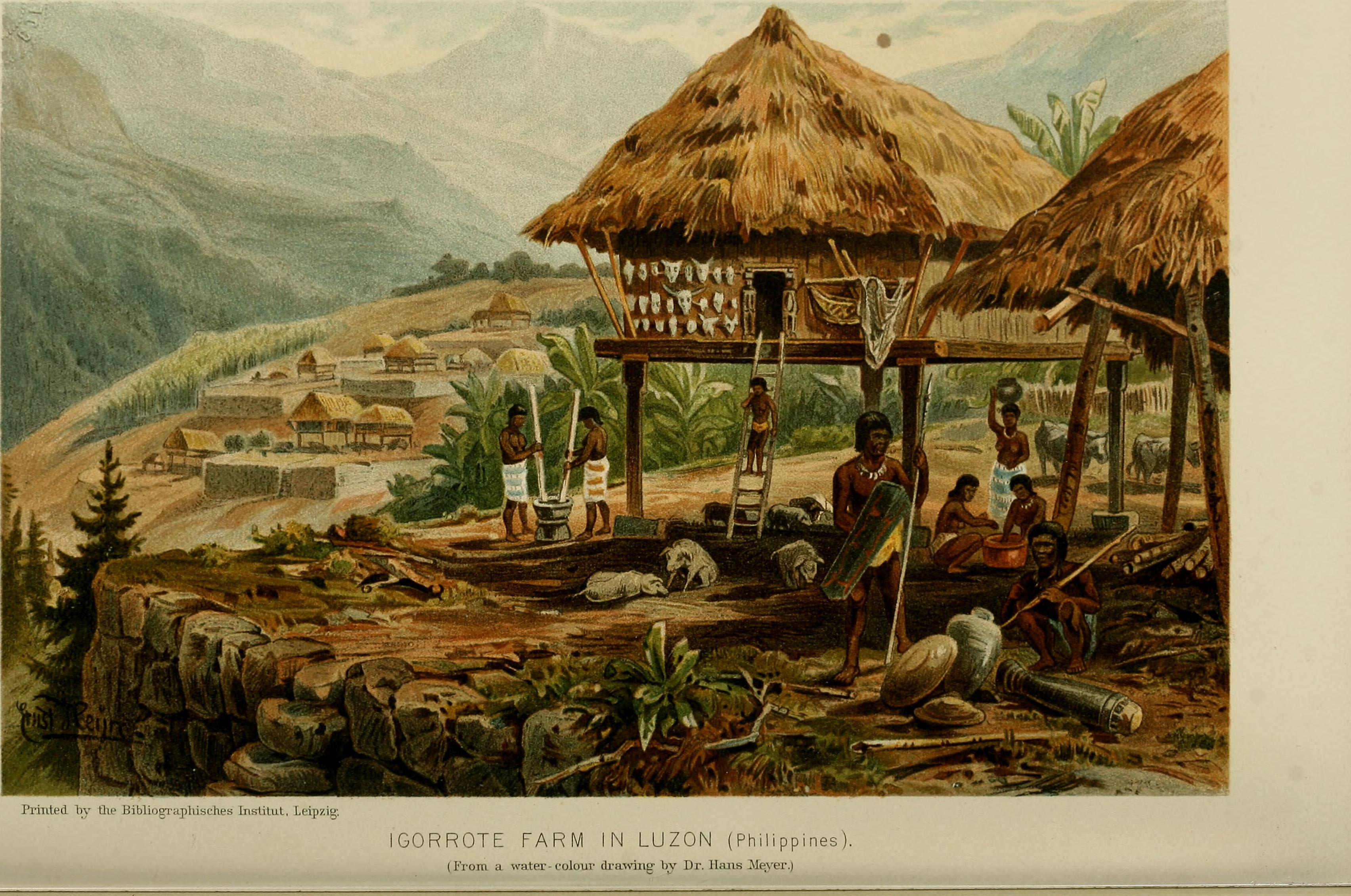
Ritratto ad acquerelli di una fattoria igorot, c. 1896.

Samuel E. Kane scrisse Thirty Years with the Philippine Head-Hunters (Trent'anni con i cacciatori di teste filippini) nel 1933, narrando la sua vita tra le tribù Bontoc, Ifugao e Kalinga durante la guerra filippino-statunitense. La prima scuola americana femminile tra gli Igorot fu aperta a Baguio nel 1901 da Alice McKay Kelly.
Nel 1903, il vescovo missionario Charles Brent attraversò la Luzon settentrionale nella speranza di convertire la popolazione indigena pagana, e fu fondata una chiesa missionaria per i Bontoc nell'omonima provincia. Lì, i missionari bontoc eseguirono le prime scritture Igorot, poi pubblicate dal governo.
Nel 1904, un gruppo di Igorot fu portato a Saint Louis, nello stato americano del Missouri per costruire un villaggio nell'Esposizione Filippina nel'Esposizione internazionale della Luisiana. Il poeta T. S. Eliot, nativo proprio di Saint Louis, visitò il villaggio e, ispirato dalle danze tribali, scrisse il racconto breve The Man Who Was King, che uscì l'anno dopo.
Il 12 febbraio 1912, Gagaban, un capo della Provincia di Mountain divenne il primo filippino a volare in un aereo, come passeggero del Red Devil, un biplano pilotato da Lee Hammond.

### Seconda guerra mondiale e dopoguerra
Durante l'invasione giapponese delle Filippine, Igorot furono tra i maggiori oppositori della nazione contro l'imperialismo del Sol Levante. Donald Blackburn, comandante della forza di guerriglia nelle Filippine, guidava un forte contingente di nativi igorot. In particolare, il generale nipponico Tomoyuki Yamashita si era arreso a una forza congiunta filippino-statunitense a Kiangan a inizio settembre 1945 dopo che aveva perso la battaglia di Bessang.
Il 18 giugno 1966, fu emesso l'Atto Repubblicano n.4695 che divise la Provincia di Mountain in quattro provincie indipendenti: Ifugao, Kalinga-Apayao, Benguet e Mountain; le prime due furono poste sotto giurisdizione della regione della Valle di Cagayan, e le restanti sotto quella di Ilocos.

## Gruppi etnici di Cordillera
Gli Igorot sono divisibili in due sottogruppi generali: quello più grande vive nelle aree meridionali, centrali e occidentali, e vige di un'agricoltura di risaie a terrazzamento, mentre quello più piccolo abita a oriente e settentrione. I popoli Igorot si consideravano un gruppo etnico tutt'altro che unito e coeso fino alla colonizzazione spagnola delle isole.
- Bontoc: Situato nelle porzioni centrale e orientale della provincia di Mountain, questo gruppo etnolinguistico consiste nelle tribù dei Balangao e dei Gaddang, di cui una porzione si identifica come parte del gruppo Kalinga, e oltre all'omonima lingua parla anche l'ilocano. I Bontok vivono in un territorio montano, in particolare vicino al fiume Chico (ricco di sabbia, ghiaia e argilla bianca e ai suoi tributari. Nelle aree montane si trovano molte risorse minerarie tra cui oro, rame, calcare e gesso, mentre le foreste di Barlig e Sadanga sono ricche di giunchi, bambù e pini. In passato erano cacciatori di teste e possedevano tatuaggi corporei distintivi, di cui ne sono descritti tre: chak-lag' (che distingueva il cacciatore di teste), pong'-o (sulle braccia di uomini e donne) e fa'-tĕk (per tutti gli altri tatuaggi negli altri sessi. Le donne si tatuavano soltanto sulle braccia.
- Ibaloi: abitano nella parte sud della provincia di Benguet e in quella di Nueva Vizcaya, ed erano tradizionalmente una società agraria, mentre ad oggi molti di essi continuano la loro tradizione agricola. La loro lingua nativa appartiene al ramo malese-polinesiano della famiglia delle lingue austronesiane ed è relativa al pangasinan, nell'omonima provincia a sudovest di Benguet. Baguio, la città più grande di Cordillera e nominata "la capitale estiva delle Filippine", si trova nel sud di Benguet. Tra le tradizioni di questo gruppo etnolinguistico si trova il Peshit o Pedit, un banchetto pubblico sponsorizzato da persone ricche e prestigiose, che dura settimane e coinvolge il sacrificio di numerosi animali. Una delle danze più popolari degli Ibaloi è il bendian, dove vi partecipano a centinaia tra maschi e femmine; in origine una danza per celebrare una vittoria in guerra, essa si evolse in una danza celebratoria nei banchetti cañao, ospitati dalla classe più ricca.
- Ifugao: nativi dell'omonima provincia, gli Ifugao provengono dai municipati di Lagawe, Aguinaldo, Alfonso Lista, Asipulo, Banaue, Hingyon, Hungduan, Kiangan, Lamut, Mayoyao e Tinoc. La loro è una delle più piccole province delle Filippine, con un'area di soli 251778 ettari, lo 0,8% dell'area totale dell'arcipelago filippino, ma possiede un clima temperato ed è ricca di minerali e foreste. Il termine "ifugao" deriva da ipugo, ("popolo della terra", "mortali" o "umani), per distinguersi dagli spiriti e dagli dei, e vuol dire anche "dalle colline", dato che pugo vuol dire "collina". Il termine Igorot o Ygolote fu il termine usato dai coloni spagnoli per questo popolo montano, ma gli Ifugao preferiscono il nome che usano loro in quanto lo ritengono dispregiativo. Gli Ifugao sono divisi in sottogruppi in base ai dialetti, tradizioni e costumi, i cui principali sono gli Ayangan, i Kalangaya e i Tuwali. Inoltre sono divisi in tre classi sociali: gli aristocratici (kadangyan, che sponsorizzano i rituali chiamati hagabi e uyauy), il ceto medio (tagu) e i plebei (nawotwot, ovvero la classe operaia).
- Kalanguya/Ikalahan: questo gruppo etnolinguistico è distribuito tra le catene di Sierra Madre, dei Monti Caraballo e della parte orientale dei monti Cordillera, e risiede principalmente nella provincia di Nueva Vizcaya, incentratosi a Kayapa. Pur considerati parte degli Igorot, si autodistingono col nome di Ikalahan, nome ispirato dalle foreste che crescono nei monti Caraballo. Sono tra i gruppi etnici meno studiati, quindi anche il loro passato è ignoto, ma l'antropologo neozelandese Felix M. Keesing suggerisce che, come gli altri gruppi etnolinguistici degli Igorot, fuggirono dai bassifondi per sfuggire alle persecuzioni per mano degli spaniardi.
- Isinai: questo piccolo gruppo etnico vive nella valle di Cagayan, nello specifico nei municipati di Bambang, Dupax del Sur e Aritao di Nueva Vizcaya, oltre che intorno alla provincia di Quirino e nelle aree settentrionali di Nueva Ecija e Aurora. La loro omonima lingua è una lingua del Luzon settentrionale che, per classificazione linguistica, è più divergente dalle lingue cordilleane centromeridionali, come il Kalinga, l'Itneg/Ifugao e il Kankanaey.
- Isneg: chiamati anche Apayao, gli Isneg vivono nell'angolo nordovest del Luzon settentrionale, nella parte settentrionale della provincia di Apayao. Il termine "isneg" deriva da itneg, ovvero "abitanti del fiume Tineg", mentre Apayao deriva dal grido di battaglia Ma-ap-ay-ao. I municipati degli Isneg includono Pudtol, Kabugao, Calanasan, Flora, Conner, Sta. Marcela e Luna, e due fiumi, Abulog e Apayao, scorrono in mezzo alle loro terre.
- Itneg/Tingguian: questo popolo vive nelle aree montane di Abra nel Luzon nordoccidentale e anche in Nueva Era, nella provincia di Ilocos Norte. I Tingguian sono divisi in 11 sottogruppi: Adasen, Balatok, Banao, Belwang, Binongan, Gobang, Inlaud, Mabaka, Maeng, Masadiit e Moyadan. Il ceto di una famiglia dipende dai possedimenti e dalle ricchezze (tra cui giare cinesi, gong in rame chiamati gangsa campi di riso e bestiame), ma ciononostante non c'è una distinzione precisa tra i ricchi (baknang) e i poveri; anche se la ricchezza è ereditata di padre in figlio, la società è aperta alla mobilità sociale dei cittadini per virtù del lavoro.
- Ilongot: chiamati anche Ibilao o Bugkalot, gli Ilongot abitano nella Sierra Madre del sud e nei monti Caraballo, nell'est di Luzon, principalmente nelle province di Nueva Vizcaya e Nueva Ecija e nel confine montano tra le province di Quirino e Aurora. Noti come una tribù di cacciatori di teste, ad oggi sono presenti oltre 87000 Ilongot. Tendono ad abitare aree nei pressi dei fiumi, utili come fonti di cibo e mezzi di trasporto. Oltre alla loro omonima lingua nativa, parlano l'ilocano e il tagalog.
- Kalinga: i Kalinga si trovano nell'omonima provincia, anche se alcuni sono emigrati nelle province di Mountain, Apayao, Cagayan e Abra, Il loro territorio include le pianure allagate di Tabuk e Rizal e il fiume Chico, più le municipalità di Pasil e Balbalan, ricchi di oro e rame. Praticano la coltura del riso bagnato (papayaw) e del debbio (uwa), e le loro case a stanza unica (furoy) sono sia quadrate che ottagonali (per le classi più ricche) e si trovano su posizioni che arrivano a quasi 10 metri da terra. Il nome kalinga deriva dall'omonimo termine degli Ibanad e Gaddang, che significa "cacciatore di teste". L'antropologo Pueblo Edward Dozier li ha divisi in tre sottogruppi in base alla loro posizione geografica: i Balbalan a nord, i Pasil, Lubuagan e Tinglayan e sud e i Tanudan a ovest. Teodoro Llamzon li divide invece nei dialetti di Guinaang, Lubuagan, Punukpuk, Tabuk, Tinglayan e Tanudan.[8]
- Kankanaey: i Kankanaey abitano nell'ovest della provincia di Mountain, nel nord di Benguet e nel sudest di Ilocos Sur, e come gran parte dei popoli etnici degli Igorot, sono noti per aver costruito terrazzamenti per massimizzare lo spazio agricolo nelle terre dei Cordilleras. Tra le loro abitazioni troviamo gli innagamang (a due piani), i binangi (quelle di maggiori dimensioni), i tinokbob (per i bassi ceti) e i tinabla (di grande elevatura), mentre i granai (agamang) si trovano su piattaforme elevate per scongiurare le invasioni di ratti; sono presenti anche due istituzioni per i Kankanaey: il dap-ay, il centro civico e dormitorio per gli uomini, e l'ebgan il dormitorio per le donne. Tra le danze tradizionali di questo popolo troviamo il takik, una danza matrimoniale.

## Gruppi etnici per classificazione linguistica
- Lingue luzon settentrionali

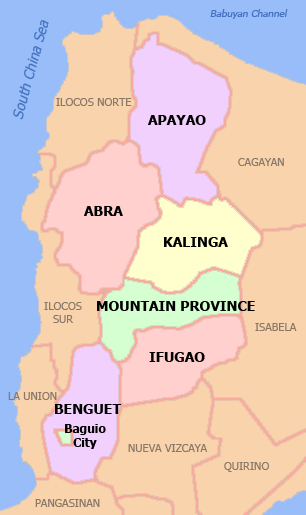
Mappa politica della Regione Amministrativa Cordillera.

  - Ilocano (Ilocos Norte, Ilocos Sur e La Union)
  - Cordillerano del nord
    - Isneg (Apayao settentrionale)
    - Ibanagic
      - Ibanag (Cagayan e Isabela)
      - Gaddangic
        - Gaddang (Nueva Vizcaya e Isabela)
        - Ga'dang (Provincia di Mountain, Ifugao, Kalinga, Aurora e Nueva Vizcaya)
        - Itawis (Cagayan meridionale e Apayao)
        - Yogad (Isabela)

  - Cordillerano centrale
    - Isinai (Nueva Vizcaya settentrionale, Nueva Ecija settentrionale e Aurora settentrionale)
    - Kalinga–Itneg
      - Kalinga (Kalinga)
      - Itneg (Abra)

    - Nuclear
      - Ifugao (Ifugao)
      - Balangao (Provincia di Mountain orientale)
      - Bontok (Provincia di Mountain centrale)
      - Kankanaey (Provincia di Mountain occidentale e Benguet settentrionale)

  - Cordillerano del sud
    - Ibaloi (Benguet meridionale, La Union orientale e Nueva Vizcaya occidentale)
    - Kallahan/Kalanguya (Benguet orientale, Ifugao, Nueva Vizcaya nordovest e Nueva Ecija settentrionale)[9]
      - Kalanguya Keley-i[10]
      - Kalanguya Kayapa[11]
      - Kalanguya Tinoc[12]

    - Karao (Karao, Bokod e Benguet)
    - Bugkalot/Ilongot (Nueva Vizcaya orientale, Quirino occidentale, Nueva Ecija settentrionale, Aurora settentrionale)
    - Pangasinan (Pangasinan)